# Tân Yên
Tân Yên es un distrito rural de la Provincia de Bắc Giang en la región noreste de Vietnam. En 2018, el distrito tenía una población de 162 500 habitantes. El distrito tiene una superficie de 204 km². Su capital se encuentra en Cao Thượng.

## Divisiones administrativas
El distrito se divide administrativamente en dos municipios: Cao Thượng, la capital; Nhã Nam; y en las siguientes comunas: Quế Nham, Việt Lập, Liên Chung, Cao Xá, Ngọc Lý, Ngọc Thiện, Ngọc Châu, Ngọc Vân, Hợp Đức, Phúc Hòa, Tân Trung, An Dương,Lan Giới, Nhã Nam, Đại Hóa, Quang Tiến, Phúc Sơn, Lam Cốt, Việt Ngọc, Song Vân y Liên Sơn.